# گلندل (اورگن)
گلندل (به انگلیسی: Glendale) شهری در شهرستان داگلاس ایالت اورگن است و در سرشماری سال ۲۰۱۱ میلادی، ۸۷۴ نفر جمعیت داشته که نسبت به سال ۲۰۱۰، ۰٫۱۱ درصد رشد جمعیت داشته‌است.